# ارنست خون‌آشام
ارنست خون آشام به فرانسوی (Ernest Le Vampire) نام یک مجموعه انیمیشن فرانسوی است که توسط فرانسیس برول نوشته و توسط خوزه خاویر کارگردانی شده و تولید و تهیه آن در استودیوی SEK Studio انجام شده 
است، این مجموعه در ۱۱۷ قسمت از سال ۱۹۸۹ میلادی تا سال ۱۹۹۱ میلادی در شبکه سوم فرانسه پخش میشد.

## داستان
هر قسمت معمولاً حدود ۲ دقیقه و ۳۰ ثانیه به طول می انجامید.
شخصیت اصلی این پویانمایی یک خون آشام یا تا حدودی (یک فیل خون آشام) به نظر میرسد است که شب هنگام زنده شده و از تابوت خود خارج می‌شود و مشغول گشت زنی در قلعه خود می‌شود، و ماجرا‌های مختلفی را در هر قسمت دنبال میکند، از زندگی روزمره تا یافتن دختران جوان برای مکیدن خونشان که هرگز به موفقیت ختم نمیشود، مانند پلنگ صورتی هیچ گفتگویی در این پویانمایی وجود ندارد. به جز ارنست در قصر یک اژدها و چند موش نیز زندگی می‌کنند و در هر قسمت ممکن است موجودی تازه مانند انسان پرنده یا گرگ نما و... نیز حضور داشته باشند و در بعضی از قسمت‌ها ماجرا منجر به مرگ ارنست می‌شود که همه این اتفاق‌ها در عالم خواب برای وی رخ میدهد .
این مجموعه در اواخر دهه ی هفتاد شب‌ها از شبکه‌های تلویزیون ایران نیز پخش میشد.